# Coulure

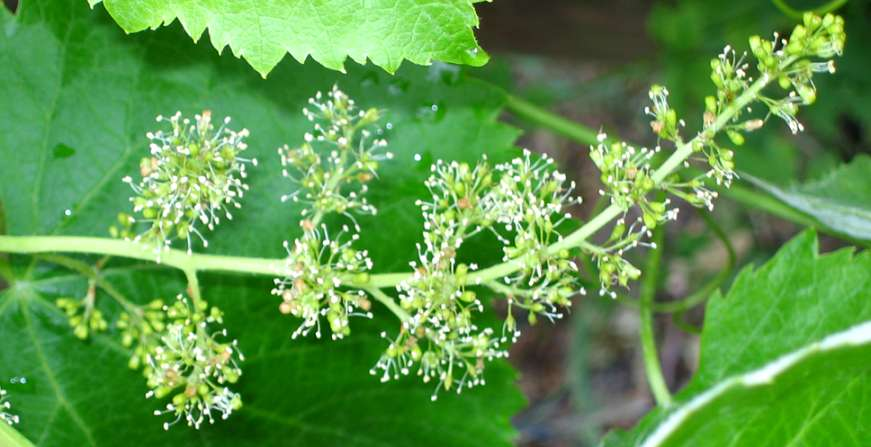
Inflorescence

En arboriculture fruitière et en viticulture, la coulure est la chute des fleurs ou des jeunes fruits.

## Causes
La coulure peut être due à :
- de mauvaises conditions climatiques avant et pendant la floraison. La pluie fait couler le pollen (d'où le nom de "coulure"), ce qui empêche la fécondation des fleurs et donc la mise à fruits. La météo de l'année précédente, au moment de l'induction florale, a également une influence ;
- une carence en bore ;
- une taille prématurée ou trop importante ;
- un sol trop fertile ou un trop important apport d'engrais ;
- un traitement à la bouillie bordelaise trop proche de la floraison ;
- un mauvais choix de porte-greffe ;
- une virose.

## Cépages sensibles
Certains cépages tels que Grenache, Côt, Ortega ou Merlot sont plus sensibles que d'autres à la coulure.

## Traitement
Les remèdes habituels sont la mise à disposition de la plante de bore assimilable, soit par voie racinaire, soit par voie foliaire. (dans ce dernier cas, immédiatement avant floraison)
Autrefois, on conseillait d'appliquer de la fleur de soufre dans les vignes pendant la floraison. On a aujourd'hui découvert que l'action mécanique de la poudreuse dispersait efficacement le pollen vers les inflorescences. Un passage de poudreuse a vide ou d'un effeuillage léger à ce moment permet d'avoir une bonne fécondation et fructification.